# Oresbius forticauda
Oresbius forticauda là một loài tò vò trong họ Ichneumonidae.